# Трамвай Хаутена
Трамвай Хаутена — самая маленькая трамвайная система Нидерландов, состояла из одной линии протяжённостью в 1,9 км. Система действовала с 2001 по 2008 год.

## История
В 2001 году нидерландские железные дороги приступили к строительству третьего пути на линии Ден Бос — Утрехт. Первый участок третьего пути был проложен между старой станцией Хаутена и новой станцией Houten-Castellum (расстояние в 1,9 км). Дальнейшие работы были отложены, в то же время железные дороги решили использовать уже проложенный путь. Так как эксплуатация электропоезда на таком малом маршруте была бы нерентабельна, было решено использовать трамваи. Два трамвая были арендованы в Гааге. Первоначально на линии работали вагоновожатые из Гааги, но вскоре их заменили водителями из Утрехта. За эксплуатацию линии и техническое обслуживание трамваев отвечает гаагская городская транспортная фирма.
Официальное открытие трамвайной линии в Хаутене состоялось 4 января 2001 года в присутствии министра транспорта Нидерландов, однако нормальная эксплуатация началась 8 января. Система закрыта 14 декабря 2008 года, так как дополнительный путь был проложен вдоль всей линии Ден Бос — Утрехт, и трамваи заменил местный электропоезд.

## Описание сети
Сеть трамвая в Хаутене состоит из одной одноколейной линии, соединяющей станции Houten (старый вокзал) и Houten-Castellum (новый вокзал). Какое-либо путевое развитие отсутствует. Другой инфраструктуры тоже практически нет. В июне 2001 года, после того, как трамвай стал жертвой рисовальщиков граффити, на станции Houten-Castellum было создано импровизированное «депо»: рельсы были немного продлены, и конечный тупик был огорожен забором с запирающимися на ночь воротами.

## Маршрутная сеть
Естественно, имеется только один маршрут. Эксплуатацию трамвая по заданию нидерландских железных дорог осуществляет гаагская транспортная компания. Трамвайный маршрут включен в общенидерландское расписание железных дорог с пометкой «трамвай». На трамвай нанесён логотип нидерландских железных дорог.

## Подвижной состав
Первоначально для эксплуатации в Хаутене из Гааги поступил трамвай № 6021 марки Üstra. Трамвай прибыл в Хаутен в 2000 году. До открытия системы трамвай прошёл переоборудование: колёсные пары были приспособлены к железнодорожному профилю рельс. Электрооборудование не подверглось изменениям, так как первоначально на линию подавалось пониженное «трамвайное» напряжение . Для этой цели была создана специальная подстанция преобразовавшая ток в 1500 вольт постоянного тока (стандарт нидерландских железных дорог) в 600 вольт постоянного тока («трамвайное» напряжение).
В феврале 2001 года в Нидерланды вернулся однотипный трамвай № 6016, который был переоборудован в Ганновере. В ходе этой модернизации трамвай был оборудован чопперами, которые понижали напряжение с 1500 вольт DC до 600 вольт DC, таким образом, специальная понижающая подстанция стала не нужна. После опытов с переоборудованным трамваем в районе Роттердама и в Южном Лимбурге вагон № 6016 прибыл в Хаутен для замены трамвая № 6021. 24 июля 2001 года напряжение на трамвайной линии было поднято с 600 до 1500 вольт. Тем временем трамвай № 6021 также был оборудован понижающим чоппером. Этот трамвай был перевезён в Гаагу для хранения там в качестве резерва.
18 января 2002 года трамвай № 6016 был отправлен в ремонт, и его сменил вернувшийся из Гааги трамвай 6021
В ноябре 2003 года трамваи опять сменили друг друга. На линии стал работать трамвай № 6016. Трамвай 6021 до апреля 2005 года находился в резерве, после чего он был отправлен в Ганновер, где с него был снят чоппер, который после этого в порядке эксперимента установили на метропоезде из Роттердама.